# Лефорз (Техас)
Лефорз (англ. Lefors) — місто (англ. town) в США, в окрузі Грей штату Техас. Населення — 420 осіб (2020).

## Географія
Лефорз розташований за координатами 35°26′23″ пн. ш. 100°48′14″ зх. д. / 35.43972° пн. ш. 100.80389° зх. д. (35.439601, -100.803889).  За даними Бюро перепису населення США в 2010 році місто мало площу 1,01 км², уся площа — суходіл.

## Демографія
Згідно з переписом 2010 року, у місті мешкало 497 осіб у 214 домогосподарствах у складі 144 родин. Густота населення становила 493 особи/км².  Було 276 помешкань (274/км²).
Расовий склад населення:
| - 95,2 % — білих - 1,0 % — корінних американців - 0,4 % — чорних або афроамериканців - 1,6 % — осіб інших рас |

До двох чи більше рас належало 1,8 %. Частка іспаномовних становила 4,0 % від усіх жителів.
За віковим діапазоном населення розподілялося таким чином: 22,5 % — особи молодші 18 років, 55,2 % — особи у віці 18—64 років, 22,3 % — особи у віці 65 років та старші. Медіана віку мешканця становила 43,9 року. На 100 осіб жіночої статі у місті припадало 102,9 чоловіків;  на 100 жінок у віці від 18 років та старших — 100,5 чоловіків також старших 18 років.
Середній дохід на одне домашнє господарство  становив 55 244 долари США (медіана — 47 188), а середній дохід на одну сім'ю — 68 188 доларів (медіана — 72 031). Медіана доходів становила 57 750 доларів для чоловіків та 20 893 долари для жінок. За межею бідності перебувало 11,2 % осіб, у тому числі 17,7 % дітей у віці до 18 років та 7,1 % осіб у віці 65 років та старших.
Цивільне працевлаштоване населення становило 191 особа. Основні галузі зайнятості: сільське господарство, лісництво, риболовля — 26,7 %, освіта, охорона здоров'я та соціальна допомога — 17,8 %, роздрібна торгівля — 11,0 %, будівництво — 11,0 %.